# 防止虐待兒童會

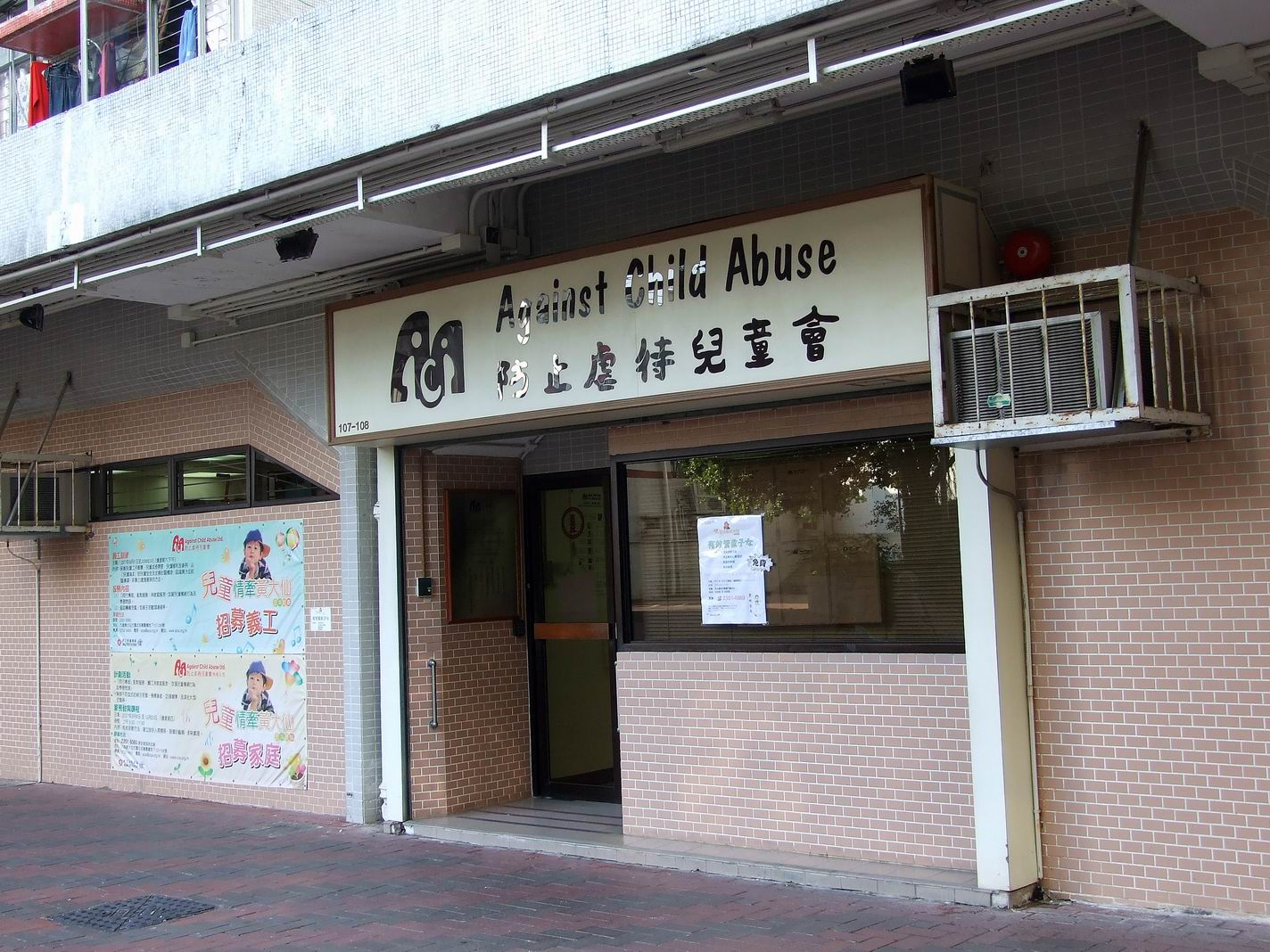
防止虐待兒童會竹園中心

防止虐待兒童會（英語：Against Child Abuse，簡稱ACA）於1979年成立，是香港本地一間專門提供全面保護兒童服務的慈善機構，致力消除各種虐待兒童事件，為促進兒童全面成長及發展，推廣一個關懷及無暴力的環境。
防止虐待兒童會在1982年成為香港公益金會員福利機構之一。1993年開始獲得政府撥款，成為政府資助的社會服務機構之一。
防止虐待兒童會於1994年1月由贊助人彭定康夫人（Mrs. Lavender Patten）主持開幕; 由「凱瑟克基金」（Keswick Foundation）支持於1986年8月開設的「屯門中心」位於新界屯門安定邨；防止虐待兒童會總會亦於2011上半年由竹園北邨遷到炮台山木星街3號澤盈中心。

## 歷史
源起
一個名叫黎淑美的10歲女孩於1978年10月獨自步入觀塘警署，當時黎淑美遍體鱗傷，頭髮被人扯下，身體有多處骨折，體重不足40磅。這事引起大眾的關注，為此一群志願人士組織了「防止虐待兒童行動組」，關注虐兒問題。
成立
翌年1979年是「國際兒童年」，「防止虐待兒童會」前身一項由香港賽馬會（當時稱為「英皇御准香港賽馬會」）資助的試驗計劃成立，研究及確定虐兒問題在香港的嚴重性。1980年7月「防止虐待兒童會」正式成立，以非政府機構註冊。

## 組織架構
贊助人
- 江樂士教授, GBS, SC教授

顧問
- 周梁淑怡女士, GBS, OBE, 太平紳士
- 林陳蘭德博士
- 麥列菲菲教授, CBE, OBE, 太平紳士
- 譚惠珠女士, GBS, CBE, 太平紳士
- 楊傳亮先生, BBS, 太平紳士

義務法律顧問
- 廖伯賢律師

義務核數師
- 楊錫禹會計師樓

義務建築及工程顧問
- 何顯毅先生

義務兒童精神科顧問
- 黎以菁教授

執行委員會成員
- 張志雄醫生（主席）
- 詹德慶先生（副主席）
- 伍金銘先生（義務司庫）
- 郭家強先生（義務秘書）
- 鄭慧芬醫生
- 趙寶卿博士
- 林陳蘭德博士
- 葉柏強醫生
- 應雲壯先生
- 梁潔婷博士

管理委員會成員
- 張志雄醫生（召集人）
- 詹德慶先生（副主席）
- 伍金銘先生（義務司庫）
- 郭家強先生（義務秘書）
- 趙寶卿博士
- 賴奇欣女士（署理總幹事）

專業發展委員會成員
- 鄭慧芬醫生（召集人）
- 張志雄醫生（當然委員）
- 張善喻博士
- 葉柏強教授
- 梁潔婷博士
- 賴奇欣女士（署理總幹事）
- 蕭耀強醫生

宣傳委員會成員
- 張志雄醫生（召集人）
- 詹德慶先生
- 伍金銘先生
- 郭家強先生
- 應雲壯先生
- 方高翠印女士
- 賴奇欣女士（署理總幹事）

人力資源委員會成員
- 詹德慶先生（召集人）
- 張志雄醫生（當然委員）
- 伍金銘先生
- 賴奇欣女士（署理總幹事）
- 賴奇欣女士（職員代表）

保護兒童學院督導委員會成員
- 趙寶卿博士（召集人）
- 張志雄醫生（當然委員）
- 伍金銘先生
- 郭家強先生
- 鄭慧芬醫生
- 陳景濠醫生
- 賴奇欣女士（署理總幹事）

### 歷任總幹事
- 雷張慎
- 何愛珠博士
- 2017-2025 黃翠玲女士

## 服務
1. 熱線電話：熱線接獲舉報懷疑兒童受虐或被疏忽照顧的事件，由專業社工跟進調查，確定事件及評估嚴重性，從而向兒童及其家人提供輔助。
2. 個案服務：社工處理個案進行調查及採取適當的行動。
3. 小組工作：小組工作的服務範圍由教育、治療、發展以至康樂及互助網絡。
4. 其他：防止虐待兒童會還提供諮詢服務、進行宣傳、主辦講座及研討會，拓展義工服務，為社工學生及義工提供訓練。